# 福島県道211号西若松停車場南町線
福島県道211号西若松停車場南町線（ふくしまけんどう211ごう にしわかまつていしゃじょうみなみまちせん）は、福島県会津若松市にある一般県道である。

## 路線概要
- 起点：会津若松市材木町
- 終点：会津若松市南花畑
- 総延長：1.078 km[1]
  - 実延長：総延長に同じ
- 路線認定年月日：1959年8月31日[2]

### 道路施設
西若松跨線橋（JR只見線・会津鉄道会津線・JR西若松駅）
- 全長：475 m
- 幅員：25 m
- 開通：2000年

都市計画道路幕の内小田橋線・重要幹線街路事業によって整備された。橋梁途上の材木町1丁目、城西町の境界が当路線の起点である。
湯川橋
- 全長：38.3 m
  - 主径間：18.490 m
- 幅員：10.0（16.0） m
- 形式：2径間単純PCプレテン中空床版桁橋
- 竣工：1993年度

市内川原町から湯川町に至り、一級水系阿賀川水系湯川を渡る。都市計画道路幕の内小田橋線重要幹線街路事業により1992年度より建設された。総工費は1億4600万円。

## 通過する自治体
- 会津若松市

## 接続・交差する道路
- 福島県道328号中沢西若松停車場線（起点）
- 国道118号（国道121号重用区間）（南花畑 終点）

## 沿線
- JR只見線 西若松駅
- 大東銀行材木町支店
- 若松南町郵便局